# Terrerito
Terrerito är en ort i Mexiko.   Den ligger i kommunen San Martín Chalchicuautla och delstaten San Luis Potosí, i den sydöstra delen av landet, 220 km norr om huvudstaden Mexico City. Terrerito ligger 236 meter över havet och antalet invånare är 127.
Terrängen runt Terrerito är lite kuperad. Runt Terrerito är det ganska tätbefolkat, med 80 invånare per kvadratkilometer. Närmaste större samhälle är Tamazunchale, 14,5 km sydväst om Terrerito. I omgivningarna runt Terrerito växer huvudsakligen savannskog.